# Leichtketten-Speicherkrankheit
Die Leichtketten-Speicherkrankheit ist eine seltene Speicherkrankheit mit Ablagerungen monoklonaler Leichtketten (Immunglobuline) in verschiedenen Organen, insbesondere der Niere und wird von der WHO zu den „monoclonal deposition diseases“ gezählt. Im Gegensatz zur AL-Amyloidose erfolgt die Ablagerung nicht in Amyloidfibrillen. Synonyme sind: Leichtketten-Ablagerungs-Krankheit; Leichtkettenerkrankung; englisch light-chain deposition disease; LCDD Die Erstbeschreibung stammt aus dem Jahre 1976 durch die US-amerikanischen Ärzte Russell E. Randall und Mitarbeiter.

## Verbreitung
Die Häufigkeit ist nicht bekannt, das mittlere Alter bei Diagnosestellung beträgt 58 Jahre, das männliche Geschlecht ist häufiger betroffen. Bei etwa 5 % der Patienten mit Multiplem Myelom wird eine Leichtketten-Speicherkrankheit bei der Obduktion gefunden. Es besteht eine Assoziation mit dem Multiplen Myelom in 50 – 60 % und in 17 % mit der monoklonalen Gammopathie unklarer Signifikanz.

## Klinische Erscheinungen
Klinische Kriterien sind:
- Die Nieren sind stets betroffen, die Ablagerung erfolgt in den Basalmembranen von Nierenkörperchen und Nierenkanälchen
- Die Ausscheidung von Eiweiß im Urin ist stark erhöht (Nephrotisches Syndrom)
- Später entwickelt sich ein chronischer Nierenfunktionsverlust.

## Differentialdiagnose
Abzugrenzen sind die monoklonale Gammopathie renaler Signifikanz und die AL-Amyloidose. Bezüglich der Untersuchungsmethoden umfasst die Diagnostik grundsätzlich die für monoklonale Gammopathien üblichen Methoden (siehe Abschnitte Diagnostische Untersuchungen im Artikel monoklonale Gammopathie renaler Signifikanz, Untersuchungsmethoden im Artikel AL-Amyloidose, Diagnostische Untersuchungen im Artikel Monoklonale Gammopathie unklarer Signifikanz sowie Diagnose im Artikel Multiples Myelom).

## Therapie
Zur Behandlung kommen die autologe Stammzelltransplantation, eine Behandlung mit Bortezomib, eine modulierende Immuntherapie oder eine Nierentransplantation infrage.